# 아사미야 아테나
아사미야 아테나(일본어: 麻宮アテナ, 마궁 아테나)는 SNK의 게임인 사이코 솔저와 더 킹 오브 파이터즈 시리즈 등의 등장인물이이다.

## 개요
첫 등장은 네오지오 이전에 SNK가 릴리즈 한 사이코 솔저의 1P 캐릭터(이 작품의 2P 캐릭터는 시이 켄수)이다. 이 작품의 아테나는 머리 모양은 긴 머리카락에 가깝지만 머리의 색은 보라색이 긴 분홍색으로, 복장도 푸픈 세일러복이었다.
"사이코 솔저" 이전에 발표된 "아테나"의 주인공 아테나는 그녀의 선조에 맞는다. 아사미야 아테나의 초능력은 선조인 아테나 공주의 능력을 이어받은 것이며, 그녀의 가족에게 초능력은 없다.(유전이 아닌 능력만 전생한 것과 같은 것) 그녀가 가지는 초능력을 단적으로 말하면 "에스퍼 마미"와 같은 초능력인 듯 하다.
의를 위해서 싸우는 사이코 솔저이며, 초능력과 팔극권을 중심으로 한 중국 권법을 사용한다. 권법의 선생은 친 겐사이이다. 초능력은 자주 "사이코 파워"라고 불리며, 사이코 솔저팀은 루갈이 말하기를, KOF 참가팀 중에서 유일하게 "사리사욕을 위해 싸우지 않고 있다"로 되어 있는 팀이다.
성격은 명랑쾌활로 성실한 노력가이며, 남을 배려하는 다정함과 역경에 뒤지지 않는 중심의 강함을 가지고 있지만 한편은 울보한 일면도 있다. 태도는 항상 예의바르게 악인이나 연소자 이외에는 경어를 사용해서 이야기하고 남을 이름만 부름으로 되게 하는 것도 거의 없다. 오랜 기간동안 목소리를 담당하고 있는 이케자와 하루나는 "말씨가 난폭해지거나 악의를 가진 말하는 방법을 하지 않는다"는 것을 자각하고 있다고 한다.
팀메이트이며, 같은 사이코 솔저인 시이 켄수에게 연정을 가지고 있다. 아테나 본인은 "호의는 품고 있지만 애정에는 이르지 않고 있다"(94 설정) 라고 하는 것이나, "친구이상 연인미만"("MI2" 설정)이라고 하고, 친구 이상의 감정은 가지고 있지만 두드러진 진전은 없고, 미묘한 관계가 계속되고 있다. 당초에는 켄수의 호의에도 알아차리지 않고 있는 것 같았지만 "2000"에서 고백된 것을 기회로, 현재는 정말로 알아차리고 있을 모양이다.
의를 위해서 초능력으로 싸우는 여고생 사이코 솔저였지만 "96"부터는 아이돌 가수라고 하는 설정이 겹쳐, 스테이지나 전투 중의 연출이라도 아이돌다움이 전면에 밀어내지게 되었다.
"더 킹오브 파이터즈" 시리즈에서는 의상이 바뀌는 것이 명물이 되고 있다. 자세한 내용은 아래와 같다.
- 의상은 매회 변한다. 초기의 작품에는 중국 권법을 다룬다는 설정상 권법도착을 모티프로 한 의상이었다.
  - 94 : 에서는 중국 권법을 다룬다고 하는 설정상 긴 소매에 긴 바지
  - 95 : 94의 옷을 반소매로 한 것
  - 96 : 반소매에 퀼로트 스커트
  - 97 : 베스트(Vest)에 반소매옷으로 미니 스커트와 타이츠가 합쳐진 것
  - 98 : 차이나복풍 반소매옷에 스패츠(레깅스)
  - 2000 : 슬릿이 들어간 원피스에 반소매반바지
  - 2001 : 노 슬리브 옷에 스패츠(레깅스)
  - 2002 : 반소매 크롭 톱의 윗도리에 미니스커트와 스패츠가 합쳐진 것
  - 2003 : 아이돌풍 코스튬
  - XI : 하복 세일러복
  - XII : 검은 동복 세일러에 분홍색의 긴 머리카락, 오동통하게 된 체형 등의 "사이코 솔저"의 것으로 회귀하였다.
  - XIII : XII와 거의 같지만 흰 동복의 세일러로 되어 있다.
  - KOF SKY STAGE : XI와 같은 반소매 세일러복을 입고 있다
- "KOF MAXIMUM IMPACT" 시리즈에서 처음은 "98"의 의상, "2" 및 "Regulation A"에서는 슬릿이 들어간 원피스에 반바지, 양쪽작품의 어나더 모델(2P 의상)에서는 베스트에 긴 소매 블라우스, 넥타이, 스커트 제복풍 의상이다.(안경과 배낭도 있음)
- "98", "2002", "XI" 등 미니 스커트의 코스튬 때에는 안에 스패츠를 착용한 적이 많다. 또 스패츠 뿐만 아니라 "NEOGEOCD SPECIAL"에서는 체조옷에 블루머 모습이 되는 등 블루머에도 강한 애착을 가지고 있어, 일상적으로 스커트 안에는 블루머를 신고 있다는 설정이다. 게임이라도 실제로 "KOF MAXIMUM IMPACT2"의 일부 코스튬에서는 미니 스커트 안에 착용하고 있어, 스패츠나 블루머를 각별히 애호하고 있다. 블루머나 학교지정의 물건, 배구팀의 유니폼 물건, 개인적으로 구입한 것 등을 신고 있어 20장 이상을 소지하고 있다. 한편 "KOF MAXIUM IMPACT" 시리즈의 어나더 코스튬에서는 특히 착용을 하지 않고, 스커트를 넘길 수 있으면 팬츠가 환히 다 보여버리지만, 특히 부끄러워하는 모양 등은 없다. "XII" "XIII"에서는 대단히 짧은 기장의 스커트를 신고 있지만 스커트 안이 보이는 묘사는 없으므로 스패츠나 블루머를 착용하고 있을지는 불명이다. "KOF SKY STAGE"에서는 스커트 모습으로 날면 안이 환히 다 보여지므로 세일러복에 블루머 모습으로 등장하는 안도 있었지만, 결국 반소매 세일러복에 미니 스커트로 등장하고 있다.
- 머리 모양은 기본으로 보라색의 긴 머리이다. "99"에서는 "켄수의 초능력이 되돌아오게" 하는 소원을 빔에서 머리를 잘랐기 때문에 보브 컷이 되고, "2000"에서는 조금 머리가 자란 것으로부터 경단이 되었지만 "2001"에서는 베리 쇼트가 되었다. "2002" 이후로는 다시 긴 머리카락으로 되돌아왔지만 "XII" 이후는 머리의 색이 분홍색에 가까운 색이 되었다. 또, 트레이드마크로 항상 별장식이 붙은 카츄샤를 착용하고 있으며,("2003"만 하트) 네오지오 포켓용 게임 "SNK GAL'S FIGHTERS"에서는 숏 컷이 팬에게서 평이 좋지 않았던 것을 증거로 하고 있다.
- 대전 전 데모에서는 세일러복(작품에 따라서는 블레이저 제복이나 스테이지 의상이거나 모방한다) 모습에서 통상의 의상으로 갈아입는다.(방법은 벗어 던지거나 초능력으로 빠르게 바꿈 등)
- 일부의 초필살기법의 연출이라도 의상이 변하는 경우도 있다.

## 출연작
- 사이코 솔저
- 갓 슬레이어 : 아득히 천공의 소나타
- 더 킹오브 파이터즈 시리즈 전작
  - KOF SKY STAGE
  - 더 킹오브 파이터즈 경
  - THE KING OF FIGHTERS 배틀 DE 파라다이스
  - KOF MAXIMUM IMPACT 시리즈
- ATHENA Awakening from the ordinary life
- SNK GAL'S FIGHTERS
- 정상혈전 최강 파이터즈 SNK VS CAPCOM
- CAPCOM VS SNK 2 MILLIONAIRE FIGHTING 2001
- Days of Memories 시리즈
- SNK 걸즈 패닉 시리즈
- ATHENA ON STAGE
- NEO 프린트(KOF 시리즈의 아사미야 아테나가 설명 캐릭터로 기용되고 있다.)

### 배경출연
- 더 킹오브 파이터즈94 RE-BOUT(KOF2000의 어나더 스트라이커 아테나가 출연)
- 아테나 풀스로틀

## 성우
- 루샤나(사이코 솔저 : SNK의 여성사원. 시미즈 카오리는 이미지 송 및 패미콤판의 경품으로 붙여진 카세트 테이프의 메시지를 담당)
- 후루이 레이코 : KOF94
- 나가사키 모에 : KOF95
- 유미 마사에 : NEOGEO-CD SPECIAL
- 사토우 타마오 : KOF96(CD드라마판 포함), NEOGEO DJ STATION
- 지쓰카와 마리 : NEOGEO DJ STATION
- 구리스 유키나 : KOF97, KOF경
- 이케자와 하루나 : Awakening From the Ordinary Life, KOF98과 그 이후에 나오는 KOF 시리즈
- 이시바시 케이 : 실사작품 아테나

## 관련인물
- 시이 켄수 - 친구 이상으로 연인 미만
- 친 겐사이 - 스승
- 바오 - 후배
- 시조 히나코 - 팀 메이트
- 마린 - 팀 메이트
- 와타나베 카오루 - 팬
- 모모코 - 팀 메이트
- 전훈 - 뒤쫓음
- 쿠사나기 쿄 - 밴드 오브 파이터즈 동료
- 야가미 이오리 - 밴드 오브 파이터즈 동료
- 테리 보가드 - 밴드 오브 파이터즈 동료
- 나코루루 - 밴드 오브 파이터즈 동료
- 미뇽 베아르 - 라이벌로 추정
- 가시와자키 리카 - 어드벤처 게임 "ATHENA"에서의 친구
- 아시네 - 아사미야 아테나를 모델로 한 캐릭터
- 아테나 - 선조

## 같이 보기
- 더 킹 오브 파이터즈의 등장인물 목록